# Artmark

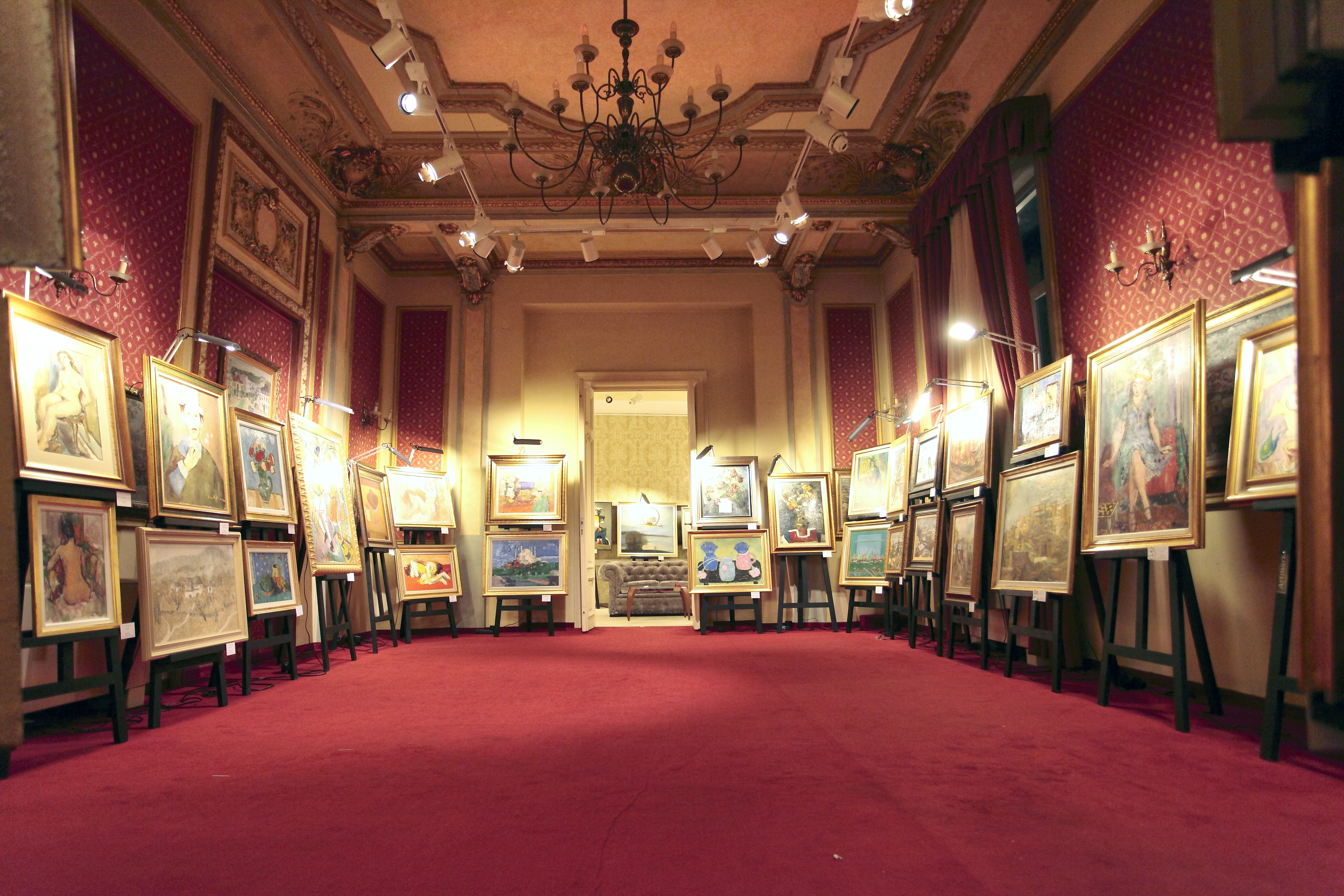

Artmark este un operator cultural privat, înființat la finele lui 2008 în București, România, care selectează, evaluează și pune în circuitul pieței de artă opere cu autenticitate garantată, susținând în paralel activitatea Centrului Cultural ArtSociety, care organizează expoziții de artă de anvergură națională. Recunoscut drept cel mai important broker din România de artă plastică de patrimoniu și contemporană, artă decorativă, bijuterii, bibliofilie, real estate pentru case de patrimoniu și obiecte de colecție, activitatea Artmark se împarte atât în vânzări publice, cât și vânzări private.
Artmark este a patra cea mai veche casă de licitație din România, după Alis, care a fost înființată imediat după 1989, urmată în 2002 de Monavissa, care în 2008, în urma unor divergențe de interese, se scindează și unul dintre parteneri formează Goldart, iar în 2005 apare Casa Pogany, care rezistă pe piață până în 2007. La ora actuală, Artmark este liderul licitațiilor din România cu 80% cotă de piață.
Activitatea Artmark are loc în cadrul Palatului Cesianu-Racoviță, un cunoscut monument arhitectural al Bucureștiului începutului de secol XX, ce atrage anual mii de turiști și iubitori de frumos.

## Istoric și conducere
În iulie 2008 este înființată Casa de Licitații A10 by Artmark, sub denumirea legală de Galeriile Artmark SRL, de către doi asociați, colecționari și iubitori de artă, Radu Boroianu, regizor de teatru (fost secretar de stat în Ministerul Culturii, fost ambasador al României în Elveția), și Alexandru Bâldea, avocat. Încă de la înființare, Artmark desfășoară două activități distincte, una proeminent comercială, de casă de licitații de artă, iar alta predominant culturală, de afirmare a artei de patrimoniu, prin Fundația Centrul Cultural ArtSociety.

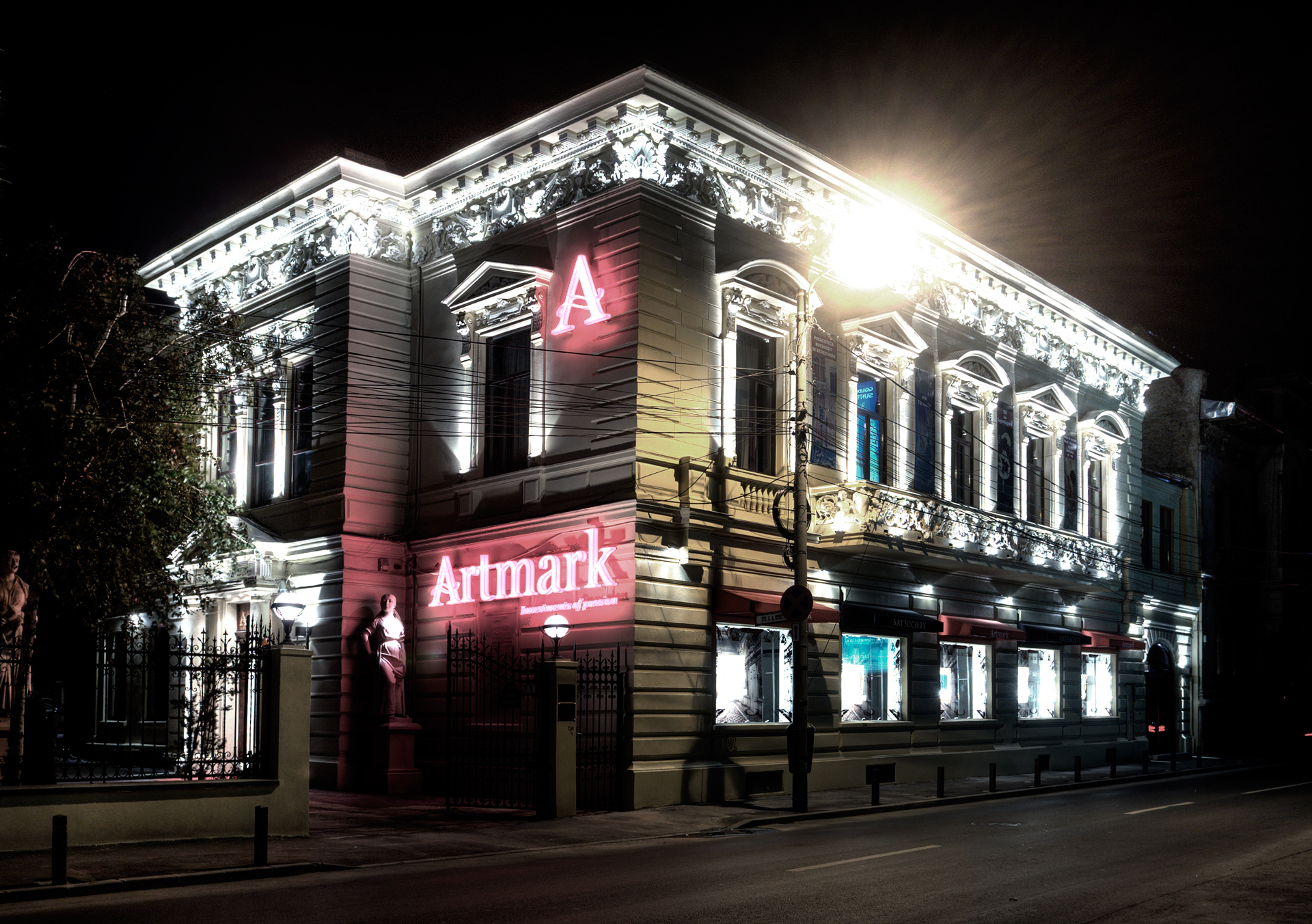

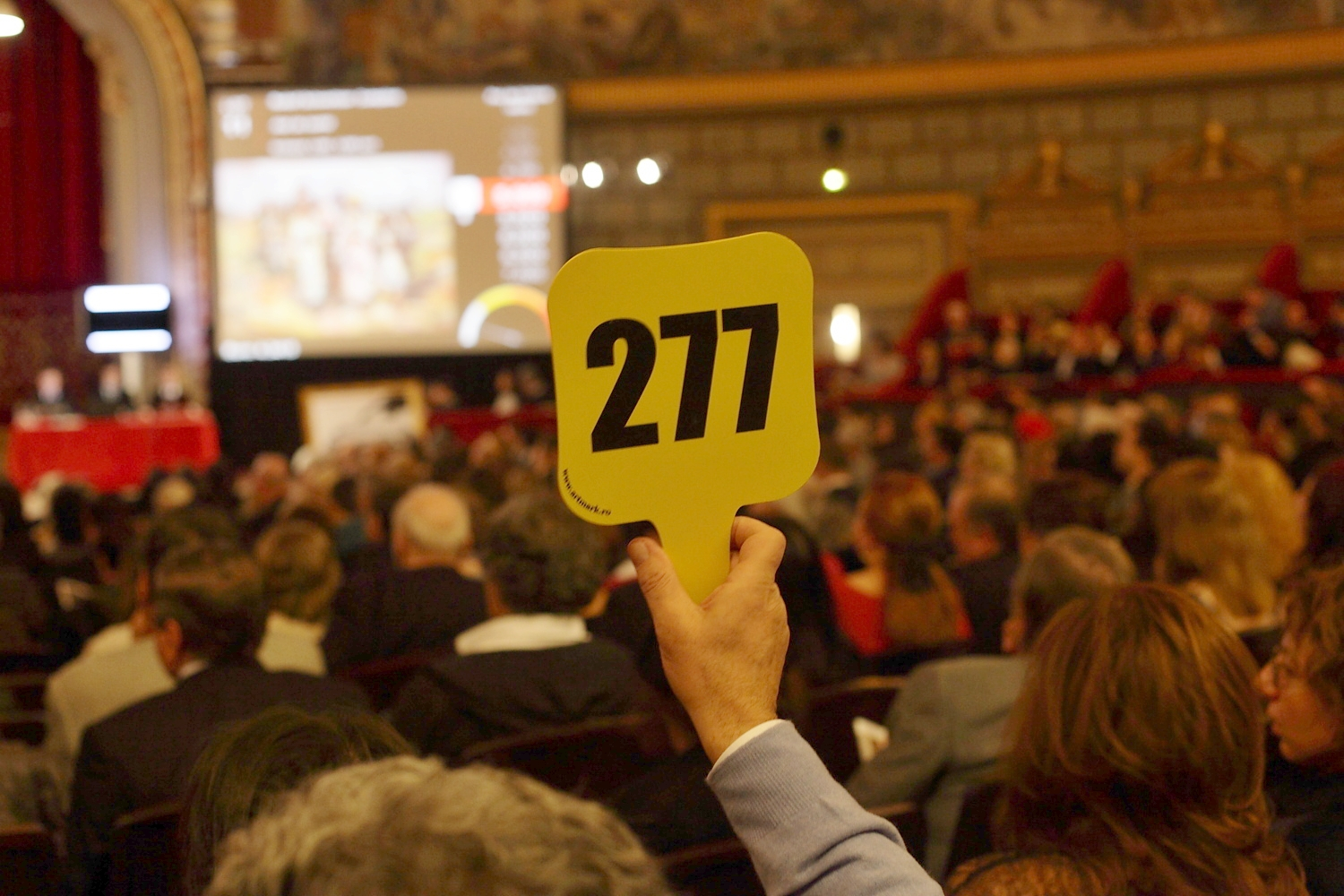

"Cu o structură organizatorică bine definită și o strategie pe măsură, Artmark ajunge destul de repede în topul caselor de licitații, nu doar prin sumele obținute în urma vânzărilor, ci și prin strategiile de marketing și PR, neabordate de niciuna dintre casele concurente".
Prima licitație de artă a Casei Artmark are loc în decembrie același an, Licitația de Iarnă 2008, un succes absolut – “Fata în roz” de Nicolae Tonitza se adjudecă cu 120.000 euro, sumă record în piața românească a licitațiilor de artă la acel moment, în timp ce “Păunii privirilor”, de Ion Țuculescu, realizează, în aceeași licitație, un meritat record personal al artistului, 80.000 euro .
În februarie 2009, Radu Boroianu renunță la funcția de CEO Artmark și la acțiunile sale, care sunt  preluate de Manuela Plăpcianu, un cunoscut colecționar de artă și unul dintre profesioniștii lumii bancare .
În iunie 2010, are loc lansarea Indexului Pieței Românești de Artă – “Catalog de randamente anuale (1995-2009) ale celor mai tranzacționați artiști români” , în parteneriat cu Royal Preferred Banking, divizia de private banking a RBS România, cu sprijinul Institutului Bancar Român, fiind un prim instrument de profesionalizare și liberalizare creat de Artmark. În aprilie 2011, este lansată cea de-a doua ediție a Indexului , în care se sesizează deja o creștere de 40% a randamentului pieței românești de artă față de anul trecut.

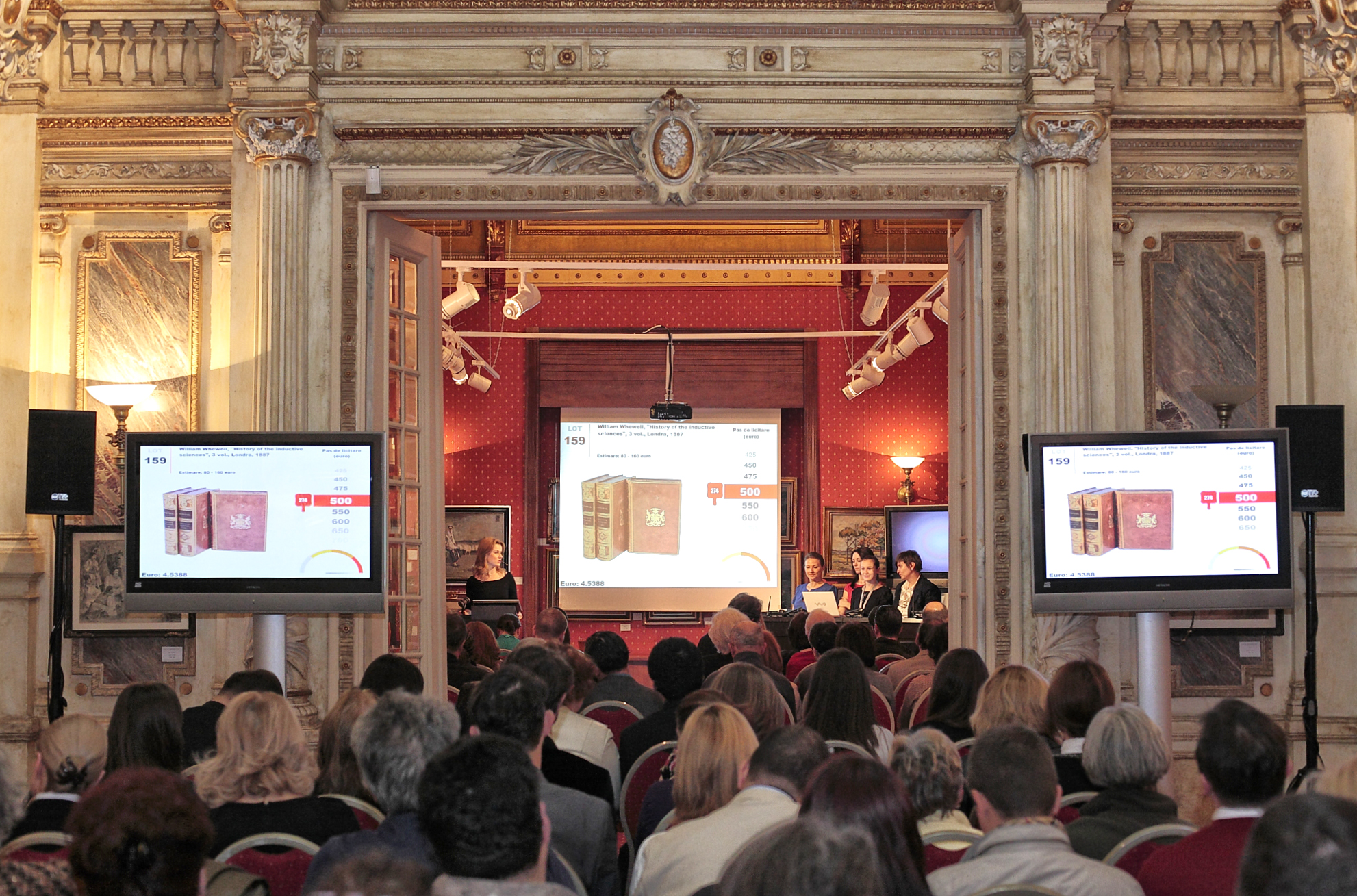

În mai, Artmark se mută în sediul actual, Palatul Cesianu-Racoviță , unde, începând cu luna iunie a aceluiași an, Centrul Cultural ArtSociety va găzdui Pinacoteca București printr-un parteneriat de trei ani între cele două instituții. Este pentru prima oară când, după trei decenii, opere capitale ale artei românești pot fi din nou admirate de publicul general.
Activitatea Casei de Licitații se intensifică și se diversifică, astfel că pasionații de artă și colecționarii împătimiți găsesc la Artmark o diversitate tematică, de la artă clasică și modernă la artă postbelică și contemporană, de la bijuterii și ceasuri la artă decorativă și carte veche, de la curiozități și fotografie la benzi desenate și vinuri, de la tematică erotică la cea ezoterică și multe altele. Artmark a organizat peste 300 de licitații de artă și a pus în vânzare peste 25.000 de opere de artă și obiecte de colecție .

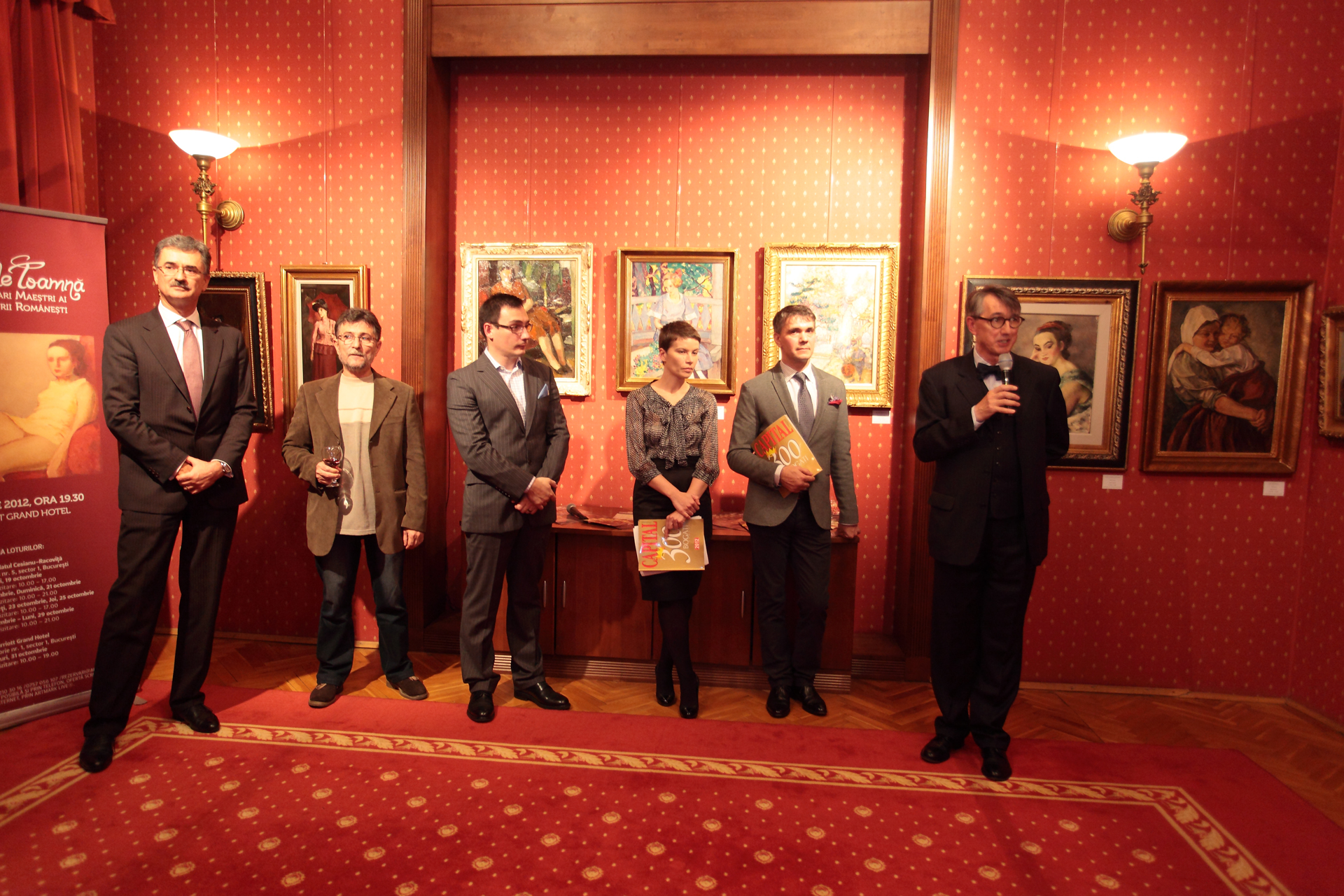

În martie 2015, Manuela Plăpcianu renunță la funcția de CEO Artmark, aceasta revenindu-i lui Alexandru Bâldea, în timp ce funcția de Președinte este ocupată de Horia-Roman Patapievici. Renumit fizician, scriitor, cercetător științific în fizică, cercetător independent în istoria ideilor, manager cultural, Horia-Roman Patapievici a fost în perioada 2005 – 2012 Președinte al Institutului Cultural Român, precum și Vicepreședinte (2008-2010) și președinte (2010-2011) al EUNIC (European Union National Institutes for Culture). Este membru al Grupului pentru Dialog Social și al Uniunii Scriitorilor, membru fondator al Grupului de Cercetare a Fundamentelor Modernității Europene (Universitatea București), membru de onoare al Institutului Ludwig von Mises (România), fondator și director al revistei ID (Idei în Dialog) (2004-2009). Deține Ordinul Artelor și Literelor, în grad de Ofițer (acordat de Republica Franceză). Din 2013 realizează dialogurile cu public „Înapoi la argument” de la librăria Humanitas - Cișmigiu.
Artmark a itinerat o seamă de expoziții de licitație la nivel național și internațional (Chișinău , Monaco ), facilitând amatorilor de artă din țară (orașe precum Constanța , Timișoara , Arad , Iași , Ploiești , Brașov , Focșani , Buzău , Sfântul Gheorghe , Bacău , Piatra Neamț  etc.) accesul la capodopere ale creației artistice românești din colecții private.

## Divizii

### Fundația Centrul Cultural ArtSociety[27]
Activitatea Fundației Centrul Cultural ArtSociety este orientată spre afirmarea și potențarea valorilor artei românești de patrimoniu și stimularea artei contemporane și a tinerilor creatori. Din comisia de curatori a făcut parte și celebrul critic de artă Dan Hăulică. Printre membrii fondatori se află renumitul critic de artă și realizator de emisiuni culturale, Ruxandra Garofeanu. Fosta studentă a marelui profesor și estetician Eugen Schileru, Ruxandra Garofeanu a lucrat, din anul 1966, ca redactor cultural la radio, iar din 1972, în televiziune. După 1989, a devenit realizator de emisiuni tv, inclusiv la TVR, impunându-se ca un nume cunoscut și apreciat. În 2011, Muzeul Național de Artă al României și Fundația „Margareta Sterian“ îi decernează Ruxandrei Garofeanu Premiul „Margareta Sterian“, care certifică creativitatea și spiritul inovator de care a dat dovadă în întreaga sa activitate.În cadrul celei de-a patra ediții a Galei Premiilor de Excelență în Civism „Om între oameni”, din ianuarie 2014, care a avut loc în Sala Studio a Teatrului Național din București, Ruxandrei Garofeanu i-a fost acordată distincția pentru activitatea desfășurată în domeniul managementului cultural.

#### Art Safari[30]
Pavilionul de Artă București, organizat de Fundația Centrul Cultural Art Society, este un eveniment anual destinat deopotrivă artei românești și regionale, cu accent pe evoluțiile sale recente, la care sunt invitate să expună galeriile de artă contemporană, atât din România, cât și din mediul internațional, precum și muzee de artă modernă ale căror expoziții contextualizează noile direcții din artă contemporană și curatoriat muzeal din România.
Istoric:
- Ediția IV (2017) Ioana Ciocan, director general; Adina Rențea, director pavilion muzeal

- Ediția III (2016)[31] Ioana Ciocan, director general; Adina Rențea, director pavilion muzeal; Silvia Rogozea, consultant strategic; Igor Mocanu, curator cercetător, Raya Zommer-Tal, curator expoziție centrală Centenar Dada[32]

- Ediția II (2015) Ioana Ciocan, Silvia Rogozea, co-directori[33]
- Ediția I (2014) Diana Dochia, director[34]

### Dependent de Artă[35]

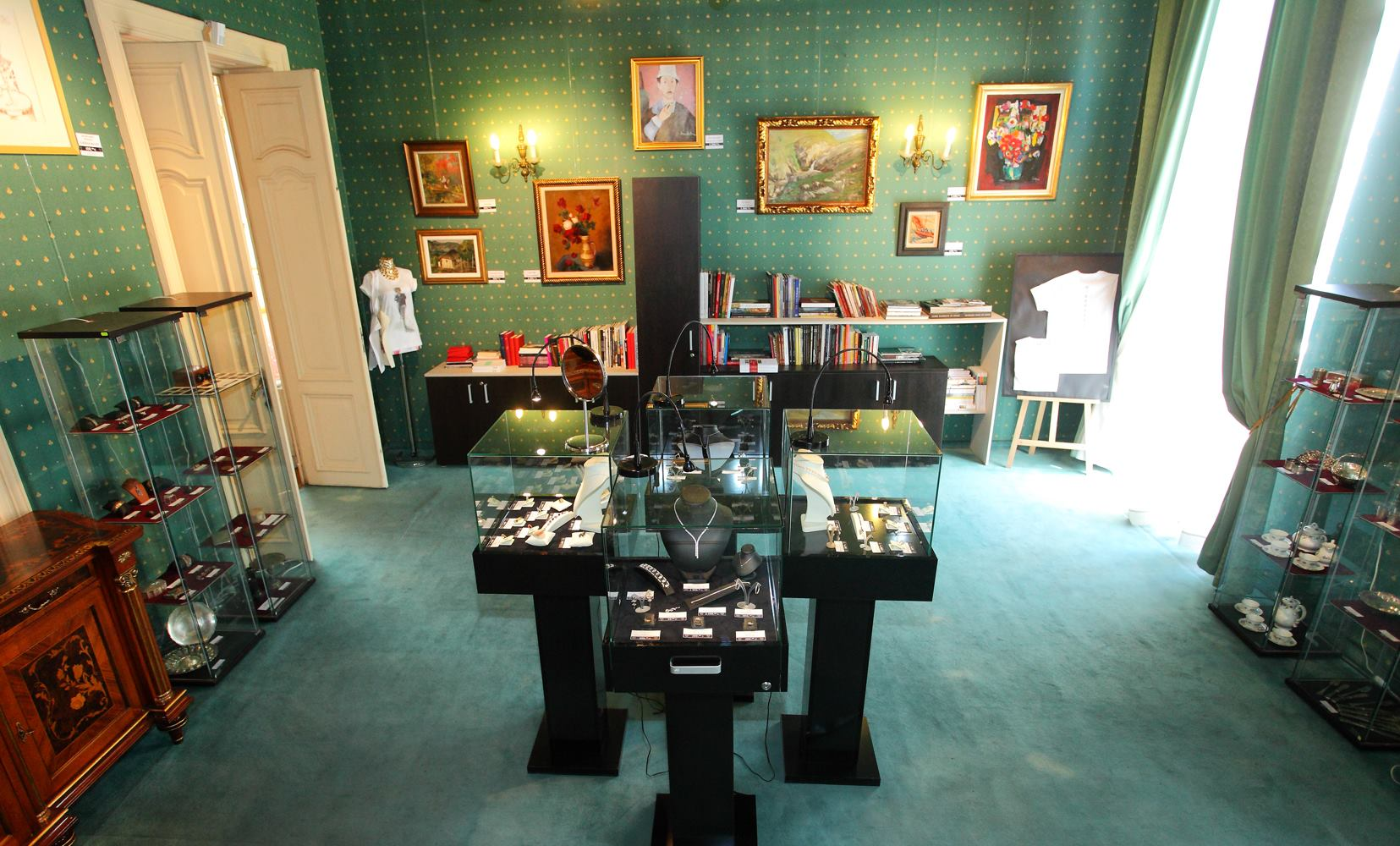

Artmark lansează magazinul online Dependent de Artă, ca fiind cel mai nou proiect de shopping cultural din România, singurul de această anvergură, dedicat exclusiv artelor frumoase, de la obiecte de artă decorativă de epocă, design contemporan, la tablouri și sculptură de dimensiuni mici. Din noiembrie 2011, Dependent de Artă devine un art-boutique și fizic, aflat tot în Palatul Cesianu-Racoviță. 

### Institutul Artmark de Management al Artei

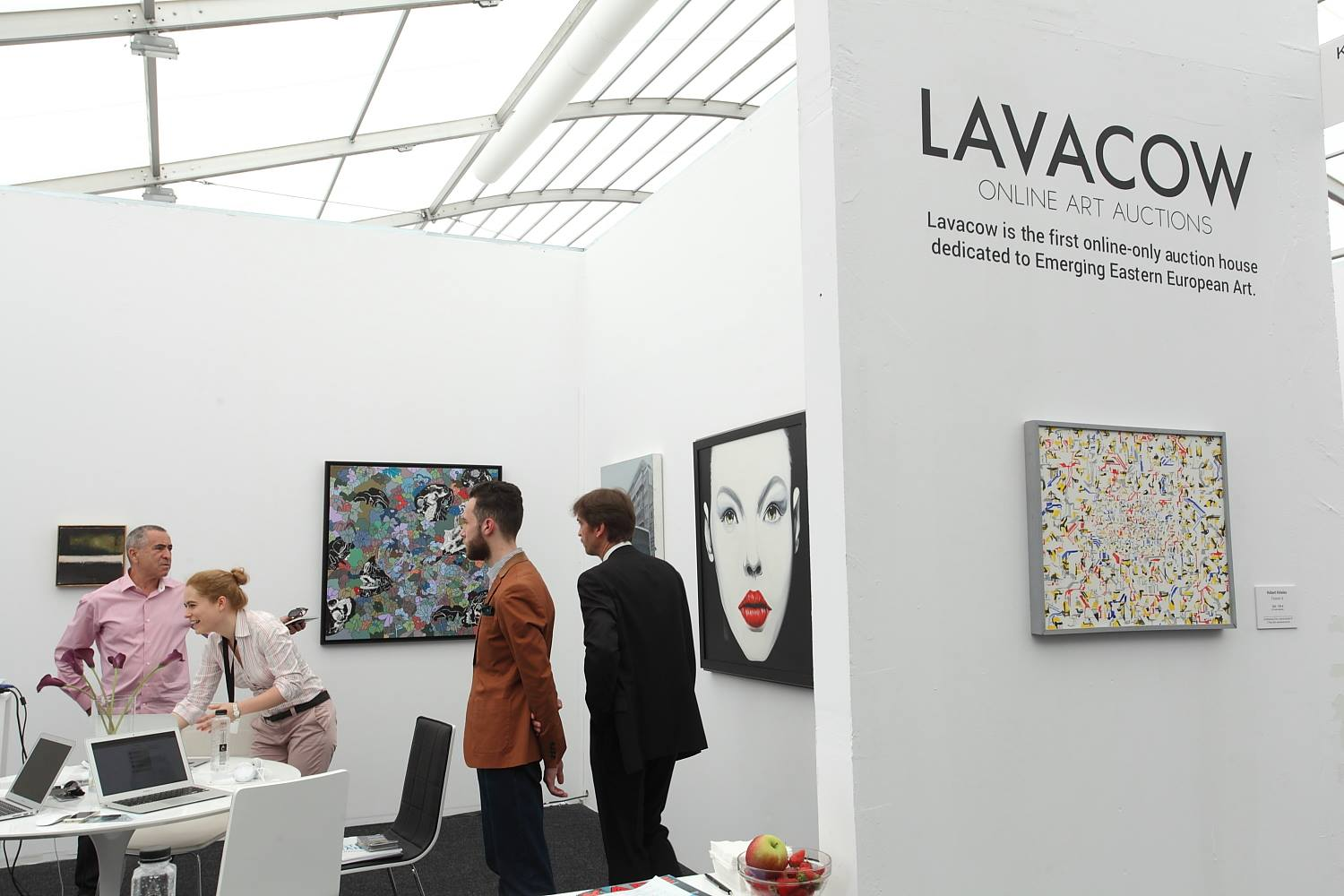

### Institutul Artmark de Management al Artei[36]
În aprilie 2012, activitatea Institutului Artmark de Management al Artei a fost inaugurată odată cu prima sesiune de cursuri intensive, orientate către necesitățile investitorilor și colecționarilor, o introducere antrenantă în istoria artei și mecanismele de funcționare ale pieței de artă. Prin aceste cursuri, publicul este familiarizat rapid cu organizarea pieței de artă și principalele etape de creație artistică, aflând direct de la specialiștii din domeniu secretele pieței românești de artă. Cursurile au loc și în țară. Până acum, acestea au avut loc la Cluj-Napoca, unde accentul a fost pus pe fenomenul Școala de la Cluj - recunoscut pentru artiștii români care au cucerit mediul internațional în ultimii ani (un important exemplu fiind Adrian Ghenie), și la Constanța, de unde s-a pornit pe urmele artiștilor la Balcic și Caliacra, acolo unde, la începutul secolului XX, s-a format Colonia artistică de la Balcic sub mecenatul Reginei Maria. În 2016, Institutul a organizat primul curs dedicat exclusiv femeii în arta românească, abordând teme precum feminismul în artă, reprezentarea femeii și rolul pe care artistele l-au jucat în scrierea istoriei artei românești. Printre lectorii importanți care au predat de-a lungul timpului la Institutul Artmark de Management al Artei se numără Mircea Deac, Pavel Șușară, Tudor Octavian, Corina Șuteu,Tiberiu Alexa, Cătălin Davidescu, Doina Păuleanu, Petru Lucaci, Călin Stegerean, Erwin Kessler, Joana Grevers, Magda Cârneci, Călin Dan, Ion Grigorescu, Dumitru Gorzo, Hans Knoll, Gili Mocanu, Teodor Graur, Ioana Ciocan, Răzvan Ion, Alexandru Rădvan, Roman Tolici, Marian Zidaru, Marilena Preda-Sânc. 

### Lavacow[37]
Lavacow.com este prima inițiativă din Europa de Est care oferă iubitorilor de artă din toată lumea un spațiu virtual în care pot licita, socializa și interacționa cu artiști contemporani din România, Polonia, Bulgaria, Ungaria, Serbia, Cehia, Moldova,Turcia și Rusia. Licitațiile Lavacow au loc exclusiv online. 

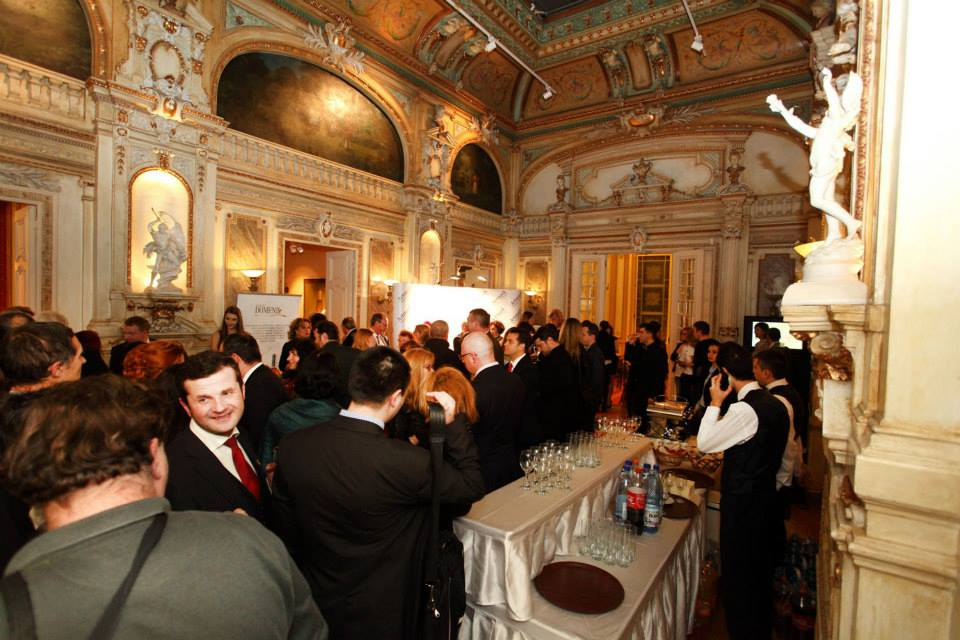

### Artmark Historical Estate[38]
Prin această divizie, Artmark oferă acces publicului la un segment special de piață, dedicat proprietăților istorice și artistice precum palate, castele, cetăți, conace și vile vechi de secole, repere în Registrul Monumentelor Istorice.
Începând cu iulie 2020, Artmark Historical Estate devine Romania Sotheby’s International Realty, franciza oficiala Sotheby's.

### Art Games[40]
Este o divizie specializată pe crearea programelor și a soft-urilor de licitare online, precum este cel folosit de Lavacow și de Artmark Live  – platforma online de licitare în cazul licitațiilor organizate de Casa de licitații A10 by Artmark.

### Artmark Exclusive[42]
Această divizie se ocupă de vânzările private de artă și obiecte de colecție.

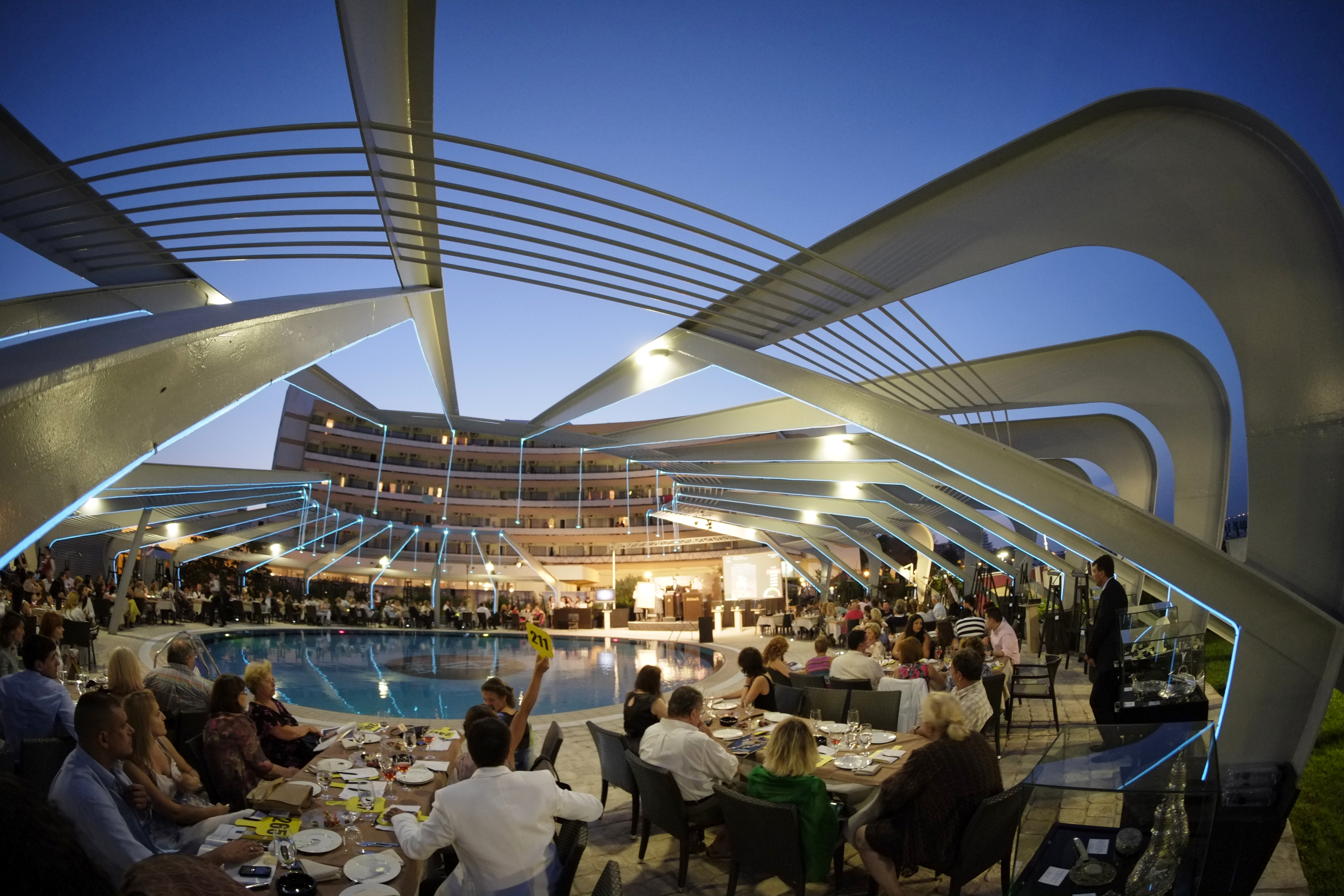

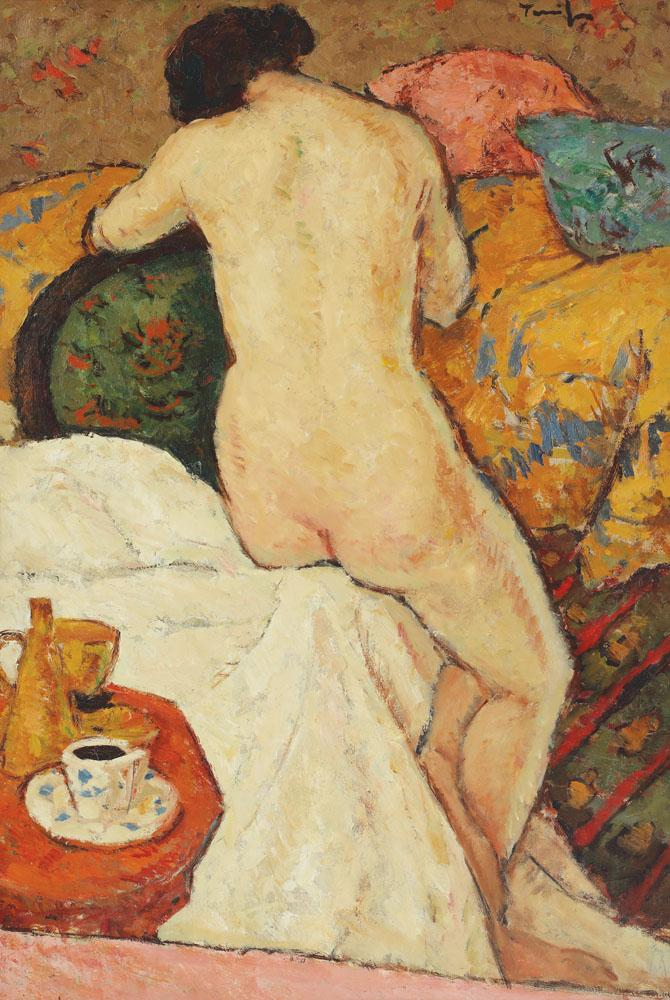

## Consiliu de Excelență
Către sfârșitul lui 2013, Casa Artmark comunică oficial înființarea Consiliului său de Excelență, ce acoperă, ghidează și girează activitatea întregii platforme culturale Artmark, inclusiv Centrul Cultural ArtSociety și Institutul de Management al Artei, cuprinzând ilustre personalități culturale sau publice românești, cu misiunea declarată de a se implica în creșterea vizibilității culturii românești și a impactului acesteia în modelarea societății românești, de la Președintele României (1996-2000) prof. univ. dr. Emil Constantinescu la Prințesa Marina Sturdza ori la artistul Ioan Sbârciu, Președintele Senatului Universității de Artă Cluj, sau la Catrinel Pleșu, directorul Centrului Național al Cărții etc. Este de menționat și numirea în Consiliu a Angelei Baillou, directorul general al Christie’s Austria, în coordonarea activităților pentru Europa Centrală și de Est, pe fondul intensificării colaborării profesionale între cele două case și a interesului manifestat de către Christie’s pentru evoluția pieței regionale.

## Recorduri în licitațiile din România
- Nicolae Grigorescu, "Țărăncuțe (De la fântână)", 320.000 euro[44]
- Nicolae Tonitza, „În iatac”, 290.000 euro (locul 2 în topul celor mai scumpe opere de artă din România)[45]
- Nicolae Grigorescu, „Țărăncuță odihnindu-se”, 270.000 euro (locul 3 în topul celor mai scumpe opere de artă din România)[46]
- Camil Ressu, „Aișe”, 160.000 euro[47]
- Theodor Aman, „Natură statică cu căpșuni”, 160.000 euro[48]
- Ion Andreescu, „Ulcică cu flori de câmp”, 135.000 euro[49]
- Marcel Iancu, „Port”, 130.000 euro[47]

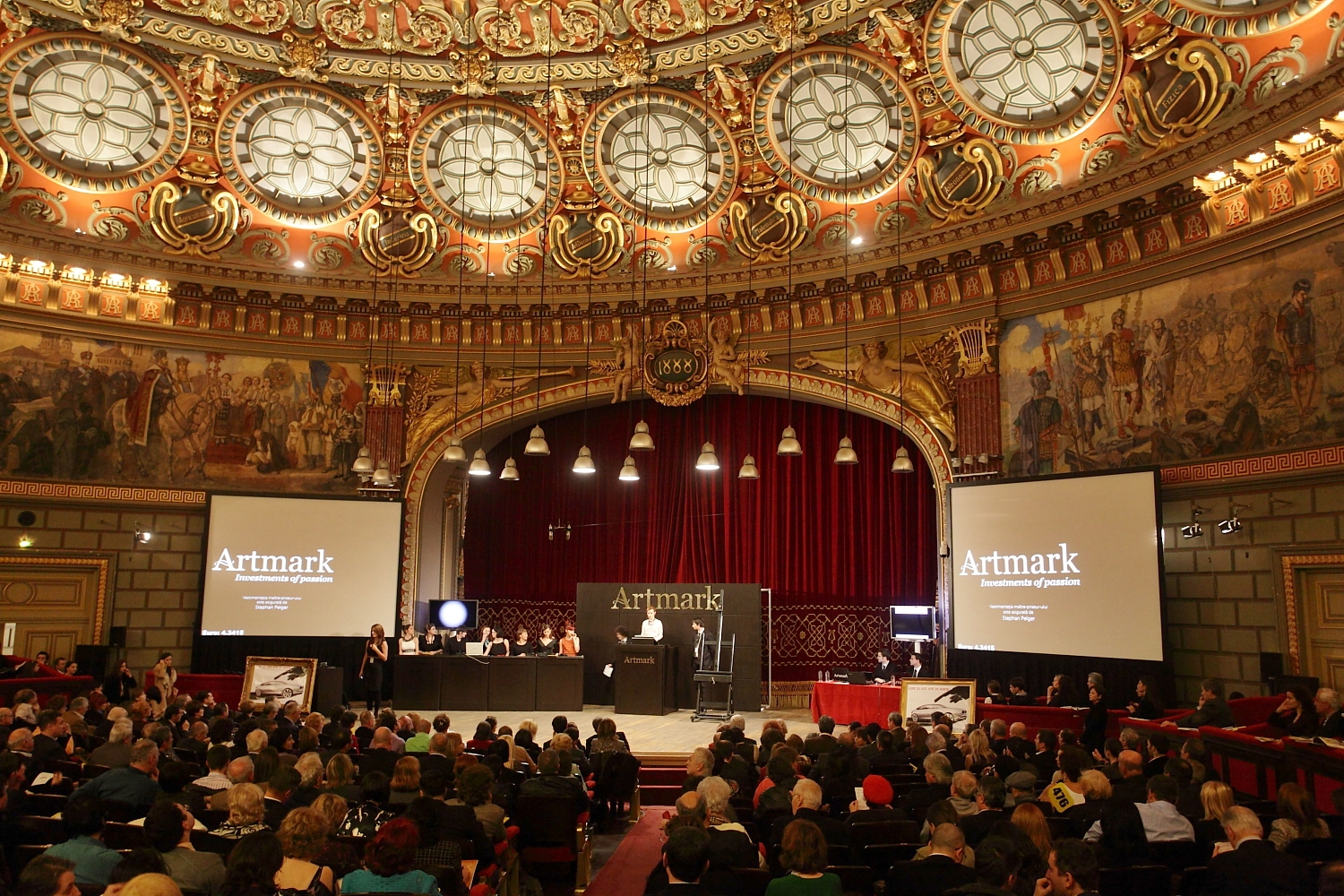

- Victor Brauner, „Poetul Geo Bogza arată capului său peisajul cu sonde”, 120.000 euro[50]
- Ion Țuculescu, „Mare fermecătoare”, 105.000 euro[51]
- Constantin Artachino, „Scenă din Dobrogea”, 67.500 euro[52]
- Theodor Pallady, „Natură statică cu crizanteme galbene”, 67.500 euro[53]

## Distincții și premii
- Excellence for Branding 2015 (Superbrands Romania, 7th Edition)[54]
- Excellence for Branding 2014 (Superbrands Romania, 6th Edition)[55]
- Top 400 Worldwide Auction Houses (TEFAF Art Market Report 2014 - Survey by Arts Economics)[56]
- Excellence in Business 2014 Nominee (BR - Annual Investment Awards, 9th Edition)[57]
- Entrepreneur of the Year 2012 (BR - Annual Investment Awards, 7th Edition)[58]
- Business Champions 2012: for the Development of the Romanian Art Market (EI - Muntenia Region, 1st Edition)
- Pioneer of the Luxury Industry Award 2012 (ZF - Premium Gala, 1st Edition)[59]